# Argostemma pusillum
Argostemma pusillum är en måreväxtart som beskrevs av Theodoric Valeton. Argostemma pusillum ingår i släktet Argostemma och familjen måreväxter. Inga underarter finns listade i Catalogue of Life.